# Oliver Vogt (Basketballspieler)
Oliver Matthias Vogt (* 18. März 1980 in Basel) ist ein ehemaliger Schweizer Basketballspieler. Der 2,09 Meter grosse Centerspieler war Kapitän der Schweizer Nationalmannschaft und viermal Schweizer Meister.

## Laufbahn
Vogt wuchs in Dornach auf und begann in der Nachwuchsbewegung des BC Arlesheim mit dem Basketball. Zwischen 1999 und 2001 spielte er am Rose State College im US-Bundesstaat Oklahoma und in der Saison 2002/03 für die Mannschaft der Pittsburg State University in Kansas.
In der folgenden Profikarriere stand Vogt in der Saison 2003/04 beim BC Boncourt und von 2004 bis 2006 bei Herens Basket unter Vertrag, ehe er zu Benetton Fribourg Olympic wechselte. 2004 war er mit Boncourt bereits Schweizer Meister geworden, in Fribourg kamen 2007 und 2008 zwei weitere Titel hinzu. Er blieb bis 2012 im Üechtland und spielte in der Saison 2012/13 für die Lions de Genève, mit denen er in diesem Spieljahr seinen vierten Titel als Schweizmeister holte.
Zum Abschluss seiner Spielerlaufbahn stand Vogt zwischen 2013 und 2015 für den Verein BC Mtaspere auf der zu Frankreich gehörenden Insel Mayotte auf dem Parkett. Für den Verein spielte er auch im FIBA Africa Cup.
Nach dem Ende seiner Spielerlaufbahn nahm er in Magglingen ein Sportstudium auf.

### Nationalmannschaft
Mit der Schweizer A-Nationalmannschaft nahm Vogt unter anderem an den B-Europameisterschaften 2005, 2007, 2009 und 2011 teil. 2013 wurde ihm das Amt des Kapitäns übertragen.
Noch während seiner Spielerkarriere übernahm er im Sommer 2014 die Posten des Trainerassistenten und Teammanagers der Schweizer Nationalmannschaft.

### Sonstiges
Vogt hat nach eigenen Angaben eine perfekte Matchbilanz gegen Roger Federer. Im Gespräch mit der Basler Zeitung im November 2011 sagte er, er habe einmal bei einem Tenniscamp in Pratteln ein Match gegen den späteren Star absolviert. Beim Stande von 3:3 gewann er durch Abbruch, da Federer seinen Schläger zweimal zu Boden geworfen hatte, was den Regeln des Camps gemäss zum 6:0-Sieg des Gegners führte.